# Milerock FC
El Milerock es un equipo de fútbol de Guyana que juega en la GFF Elite League, la liga de fútbol más importante del país.
Fue fundado en la ciudad de Linden en el año 1972.
Posee una rivalidad local en Linden con el Bakewell Topp XX. 

## Palmarés
- GFF Superliga: 1

1995
- Copa de Guyana: 2

1990/91, 1997/98
- - Finalista: 2

1992/93, 1994/95

## Participación en competiciones de la CONCACAF
- Campeonato de Clubes de la CFU: 2 apariciones

2011 - Primera Ronda
2012 - Primera Ronda